# Districte de Corte
El Districte de Corte és un dels tres districtes amb què es divideix el departament francès de l'Alta Còrsega, a l'illa de Còrsega. Té 10 cantons i 109 municipis i el cap del districte és la sotsprefectura de Corte.

## Cantons
cantó de Bustanico - cantó de Castifao-Morosaglia - cantó de Corte - cantó de Ghisoni - cantó de Moïta-Verde - cantó de Niolu-Omessa - cantó d'Orezza-Alesani - cantó de Prunelli-di-Fiumorbo - cantó de Venaco - cantó de Vezzani.